# Отаке Наото
Наото Отаке (яп. 大嶽 直人, нар. 18 жовтня 1968, Сідзуока) — японський футболіст, що грав на позиції захисника.
Виступав за клуби «Йокогама Флюгелс» та «Кіото Санга», а також національну збірну Японії, разом з якою став чемпіоном Азії.

## Клубна кар'єра
Почав займатись футболом в Середній школі Фузоку Даїті (1984—1986) та Університеті Юнтендо (1987—1990).
У дорослому футболі дебютував 1990 року виступами за команду клубу «АНА» (з 1992 року отримала назву «Йокогама Флюгелс»), в якій провів вісім сезонів, взявши участь у 188 матчах чемпіонату.
1998 року перейшов до клубу «Кіото Санга», за який відіграв чотири сезони. Граючи у складі «Кіото Санга», також здебільшого виходив на поле в основному складі команди. Завершив професійну кар'єру футболіста виступами за команду «Кіото Санга» у 2001 році.

## Виступи за збірну
Не маючи у своєму списку жодного матчу за збірну, Наото потрапив у заявку на кубок Азії з футболу 1988 року у Катарі та кубок Азії з футболу 1992 року в Японії, здобувши того року титул переможця турніру.
Проте на поле у складі збірної він виходив лише один раз, 27 вересня 1994 року, у товариському матчі проти збірної Австралії.

## Статистика

### Клубна
| Чемпіонат | Чемпіонат          | Чемпіонат   | Ліга | Ліга | Кубок            | Кубок            | Кубок ліги      | Кубок ліги      | Всього | Всього |
| Сезон     | Клуб               | Ліга        | Ігри | Голи | Ігри             | Голи             | Ігри            | Голи            | Ігри   | Голи   |
| Японія    | Японія             | Японія      | Ліга | Ліга | Кубок Імператора | Кубок Імператора | Кубок Джей-ліги | Кубок Джей-ліги | Всього | Всього |
| --------- | ------------------ | ----------- | ---- | ---- | ---------------- | ---------------- | --------------- | --------------- | ------ | ------ |
| 1990/91   | «АНА»              | ЯФЛ 1       | 1    | 0    | 0                | 0                | 0               | 0               | 1      | 0      |
| 1991/92   | «АНА»              | ЯФЛ 1       | 21   | 1    |                  |                  | 1               | 0               | 22     | 1      |
| 1992      | «Йокогама Флюгелс» | Джей-ліга   | -    | -    |                  |                  | 8               | 1               | 8      | 1      |
| 1993      | «Йокогама Флюгелс» | Джей-ліга   | 33   | 0    | 5                | 0                | 0               | 0               | 38     | 0      |
| 1994      | «Йокогама Флюгелс» | Джей-ліга   | 40   | 1    | 2                | 0                | 2               | 0               | 44     | 1      |
| 1995      | «Йокогама Флюгелс» | Джей-ліга   | 39   | 0    | 2                | 0                | -               | -               | 41     | 0      |
| 1996      | «Йокогама Флюгелс» | Джей-ліга   | 30   | 0    | 2                | 0                | 14              | 0               | 46     | 0      |
| 1997      | «Йокогама Флюгелс» | Джей-ліга   | 24   | 0    | 0                | 0                | 10              | 0               | 34     | 0      |
| 1998      | «Кіото Санга»      | Джей-ліга   | 31   | 1    | 2                | 0                | 4               | 0               | 37     | 1      |
| 1999      | «Кіото Санга»      | Джей-ліга   | 27   | 0    | 2                | 0                | 3               | 0               | 32     | 0      |
| 2000      | «Кіото Санга»      | Джей-ліга   | 23   | 0    | 1                | 0                | 7               | 0               | 31     | 0      |
| 2001      | «Кіото Санга»      | Джей-ліга 2 | 18   | 2    | 0                | 0                | 1               | 0               | 19     | 2      |
| Країна    | Японія             | Японія      | 287  | 5    | 16               | 0                | 50              | 1               | 353    | 6      |
| Всього    | Всього             | Всього      | 287  | 5    | 16               | 0                | 50              | 1               | 353    | 6      |

## Досягнення

### Збірна
- Володар Кубка Азії: 1992

### Командні
- Володар Кубка Імператора: 1993